# Przebudzenie (powieść Stephena Kinga)
Przebudzenie – powieść Stephena Kinga z 2014 roku. Opowiada historię w której przeplatają się losy dwóch bohaterów - Charlesa Jacoba oraz Jamiego Mortona, po raz pierwszy spotkali się oni w Nowej Anglii, gdzie pierwszy z nich został nowym pastorem, a drugi jako małe dziecko uczęszczał na msze do miejscowego kościoła. Rodzinę Charlesa spotyka tragedia, a ten pod wpływem emocji wygłasza kontrowersyjne kazanie, na którym wyklina Boga oraz szydzi z wiary ludzi, za co zostaje odsunięty z pełnionej funkcji. Jednak nie było to ich ostatnie spotkanie, po wielu latach Jamie spotyka byłego pastora próbującego okiełznać moc istniejącą w wyładowaniach elektrostatycznych.
Polskie tłumaczenie zostało wydane przez Prószyński i S-ka w 2014.